# Charlemagne Péralte

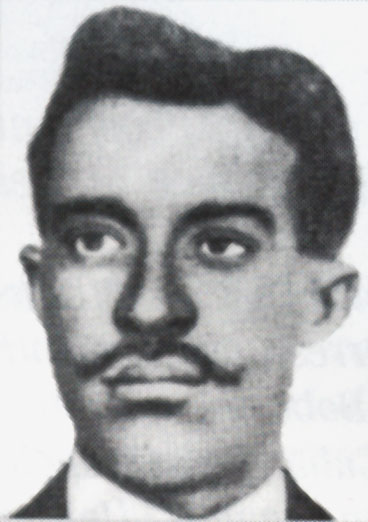
Charlemagne Péralte

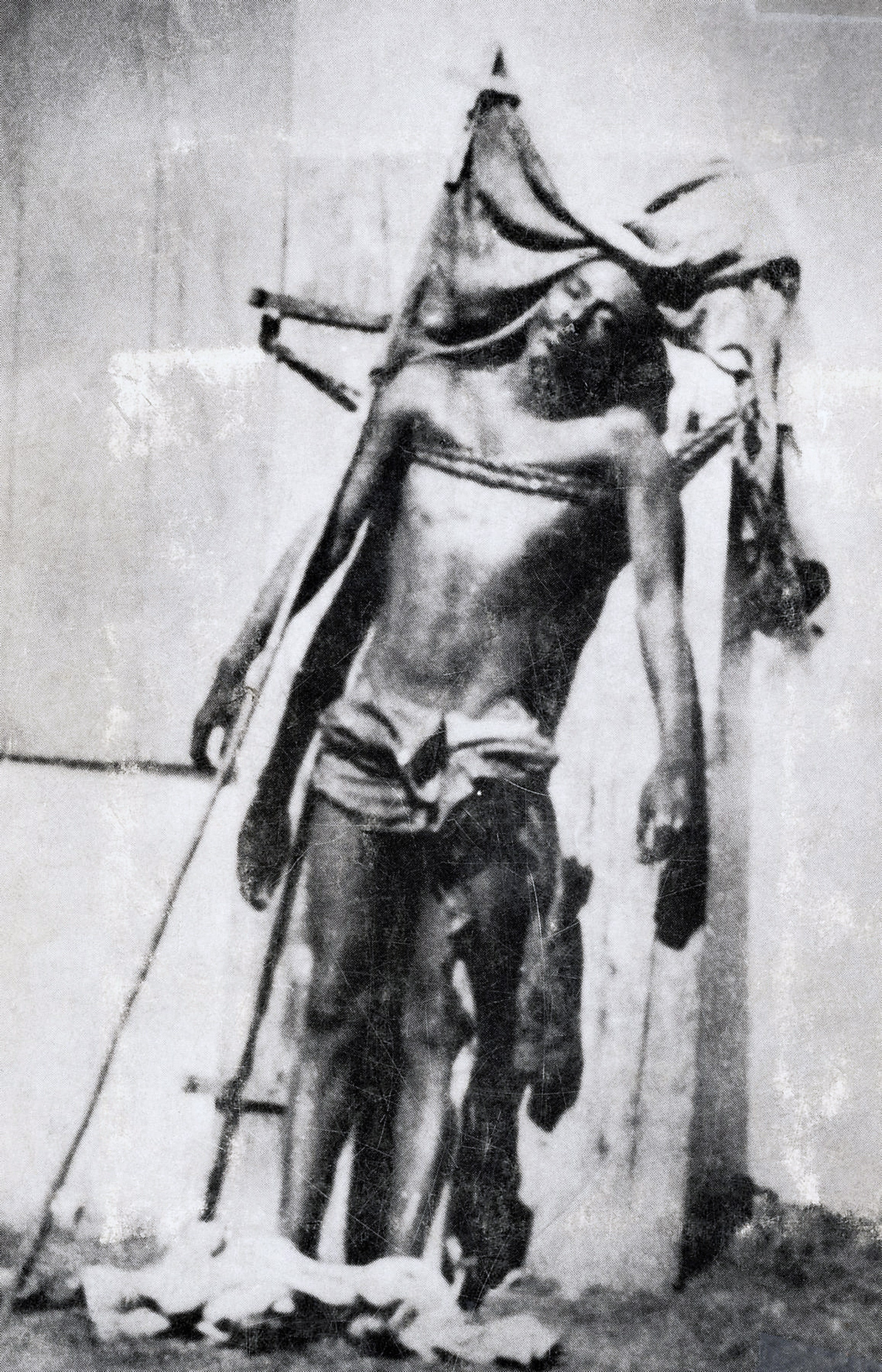
Leichnam Péraltes

U.S. Marines and guide in search of bandits. Haiti, circa 1919., 1927–1981 - NARA - 532584

François Borgia Charlemagne Péralte, auch als Charlemagne Masséna Péralte bezeichnet, (* 10. Oktober 1885 in Hinche; † 1. November 1919 in Grande-Rivière-du-Nord, Haiti) war ein haitianischer Militär, Politiker und Guerillero. Er fiel in einem Gefecht mit US-Marines während der US-Intervention in Haiti 1915–1934.

## Leben

### Herkunft
Péraltes Vater war der dominikanische General Remi Masséna Peralta. Péralte besuchte ein französisches Lycée und war 1915 als General der haitianischen Armee Militärchef der Stadt Léogane. Er war ein Schwager des früheren Präsidenten Oreste Zamor und sympathisierte mit dem Exilpolitiker Rosalvo Bobo, der sich auf Jamaika aufhielt.

### Widerstand gegen die US-amerikanische Besatzungsherrschaft
Nach der Etablierung der US-amerikanischen Besatzungsherrschaft und der Auflösung der haitianischen Armee weigerte sich Péralte, in amerikanische Dienste zu treten.
Zur Aufrechterhaltung der Besatzung gründete das Marine Corps im Dezember 1915 die Gendarmerie d’Haiti, die zeitweise von Major Smedley D. Butler im Rang eines haitianischen Generalmajors kommandiert wurde. 1916 führte Butler das System des corvée ein; eine Art Zwangsarbeitssystem analog zum Frondienst, um den Bau von Straßen und öffentlichen Gebäuden zu forcieren. Dieses System rief erheblichen Widerstand in der Bevölkerung hervor. Péralte plante in diesem Kontext einen Überfall auf einen Gendarmerieposten in Hinche, wurde verhaftet und zu fünf Jahren Zwangsarbeit verurteilt. Am 3. September 1918 gelang ihm die Flucht, indem er seinen Wärter überredete, mit ihm zu fliehen.
Péralte fand die Unterstützung von cacos; irregulären Banden, die im Norden Haitis in vorherigen Bürgerkriegen aktiv gewesen waren und von den Amerikanern durchgehend als Banditen bezeichnet wurden. Péraltes strategisches politisches und militärisches Ziel war die Beendigung der Besatzungsherrschaft. Am 17. Oktober 1918 führte er einen ersten Überfall auf die Gendarmerie und Marines in Hinche aus, verlor jedoch 35 Anhänger und musste sich zurückziehen. Am 10. November gelang ihm ein Überfall auf den Gendarmerieposten in Maissade. Die Stadt wurde eingenommen und der Posten zerstört.
Im Frühjahr 1919 verfügte Péralte über gut 5000 Cacos und tausende von zivilen Helfern. Die Gendarmerie sah sich nicht mehr in der Lage, den Aufstand selbständig niederzuschlagen, und forderte Unterstützung durch das Marine Corps an. Ende März 1919 erhielt die Gendarmerie Unterstützung von Marines aus der Guantanamo Bay Naval Base auf Kuba. Zusätzlich wurden auch 13 Flugzeuge eingesetzt. Bis Juli 1919 wurden gut 500 cacos getötet, jedoch kontrollierten Péraltes Einheiten weiterhin die ländlichen Regionen Nordhaitis. Im Morgengrauen des 6. Oktober 1919 griff Péralte mit 300 cacos die Hauptstadt Port au Prince an. Die Attacke war ein Fiasko und wurde innerhalb von Minuten von der Gendarmerie und Marines mit Maschinengewehren beendet. Bei der Verfolgung der Angreifer wurde zwar Péraltes Basislager zerstört, doch misslang seine Festnahme.
Marine Sergeant Herman H. Hanneken (1893–1986) entwickelte daraufhin einen Plan zur Festnahme Péraltes, der von dem Nachfolger Butlers als Chef der Gendarmerie, Oberstleutnant Frederic May "Dopey" Wise, genehmigt wurde. Hanneken bestach mit 2000 $ den früheren Caco-General Jean Baptiste Conzé, der sich daraufhin mit einer vorgeblichen Caco-Truppe Péralte unterstellte. Hanneken und der Marine-Gefreite Button maskierten sich als cacos und marschierten mit Conzés Truppe in der Nacht zum 1. November 1919 in das Lager Péraltes in Grand Revière du Nord ein.
Hanneken erschoss den offenbar völlig überraschten Péralte mit seiner Colt-Pistole. Hanneken und Button kämpften anschließend mit Conzés Anhängern gegen Péraltes Leibwache und transportierten dessen Leichnam auf einem Maultier aus dem Lager. Der Leichnam wurde mit der Eisenbahn nach Cap Haïtien verbracht, wo er durch einen Priester identifiziert wurde.
Péraltes Leiche wurde öffentlich ausgestellt und fotografiert und die Aufnahme zu Propagandazwecken in ganz Haiti verbreitet. Für die Liquidierung Péraltes erhielten Hanneken und Button die Medal of Honor. In dem Gefecht waren 163 cacos gefallen und 300 gefangen genommen worden. Mit dem Tod Péraltes endete der Caco-Aufstand im Norden Haitis. Er wurde südlich von Hinche durch seinen Stellvertreter Benoît Batraville weitergeführt, bis dieser am 18. Mai 1920 durch eine Patrouille der Marines erschossen wurde.

## Erinnerungskultur
Offenbar 1935 wurde der Leichnam auf Anordnung von Präsident Sténio Vincent umgebettet und in einer nationalen Gedenkfeier erneut beigesetzt. Auf dem immer noch existierenden Grab befindet sich eine Büste Péraltes.
Ab 1986 bis in die 1990er Jahre zeigten die 5-Centimes-Münze, die 20-Centimes-Münze und die 50-Centimes-Münze der haitianischen Währung Péraltes Konterfei.
In der haitianischen Literatur wurde Charlemagne Péralte zu einer legendären, zuweilen mythischen Gestalt. Eine Biographie liegt bis heute nicht vor.